# Muori di lei
Muori di lei è un film del 2025 diretto da Stefano Sardo.

## Trama
Durante il periodo iniziale del lockdown a Roma, nel marzo del 2020, Luca, insegnante di filosofia, si ritrova da solo in quanto la moglie Sara, medico, è richiamata in ospedale per le emergenze. La sua attenzione si concentrerà sulla sua vicina Amanda con la quale intreccia un'appassionata relazione favorita appunto dalle frequenti assenze della moglie dovute alle impellenti necessità provocate dalla pandemia in atto.
Amanda si scoprirà essere la sorella della moglie. 
Alla fine Luca verrà arrestato per un reato che non ha commesso e le due donne saranno entrambe in gravidanza mentre lui sconta la pena in carcere.

## Produzione
Il film, diretto e scritto da Stefano Sardo, con la collaborazione nella stesura di Giacomo Bendotti, è stato prodotto dallo stesso Sardo con Cristiano Gerbino e Ines Vasiljevic per Nightswim, Baš Čelik e Medusa Film.
Le riprese si sono tenute tra marzo e aprile 2024 per sei settimane a Roma.

## Promozione
Il trailer ufficiale del film è stato pubblicato il 6 febbraio 2025.

## Distribuzione
Il film è stato distribuito nelle sale cinematografiche italiane a partire dal 20 marzo 2025.

## Accoglienza

### Incassi
Il film ha incassato 452555 €.

### Critica
Il film ha ottenuto recensioni miste da parte della critica cinematografica.
Maria Cafagna in una recensione negativa per Today afferma che la sceneggiatura è «lenta e macchinosa» e sebbene risulti «un film ricco di idee e di spunti attuali come l'infertilità e la violenza di genere», la connotazione dei personaggi femminili risultino «ingabbiati in stereotipi davvero indigeribili» con cinema contemporaneo e trovando la voce fuoricampo «superflua». Anche Giulia Lucchini del Cinematografo non resta particolarmente colpita dal film, riscontrandovi troppi registri narrativi, poiché «parte come una commedia quasi romantica e poi vira quasi repentinamente verso il thriller e il noir non facendosi mancare il dramma» portando a un «mix di verosimiglianza e inverosimiglianza che finisce per stonare».